# HD17784
HD17784 — хімічно пекулярна зоря спектрального класу A5, що має видиму зоряну величину в смузі V приблизно  9,3.
Вона  розташована на відстані близько 582,4 світлових років від Сонця.